# 이신의 종가 소장 고문서
이신의 종가 소장 고문서(李愼儀 宗家 所藏 古文書)는 광주광역시 광산구 장수동에 있는 조선시대의 고문서이다. 1998년 5월 7일 광주광역시의 유형문화재 제25호로 지정되었다.

## 개요
이 문서는 조선 중기의 문신인 이신의(1551∼1627) 선생의 후손인 운부의 직계 후손이 작성하여 발급하거나 발급받아 이신의 선생의 종가에서 소장하고 있는 고문서이다.
이신의는 일찍 부모를 여의고 형에게서 학문을 배우다 1582년 그 학행이 높아 천거되어 벼슬길에 올랐다. 임진왜란이 터지자 고향에서 300여명을 이끌고 왜적과 싸워 공을 세웠고, 그 공으로 여러 차례 승진되었다. 1617년에는 광해군의 폭정에 항거하다가 이항복, 정홍익 등이 유배되자 이에 반대하는 상소를 올려 그도 유배길에 올라야 했다.『석탄집』등을 남겼다.
130여점의 고문서 중 청원·소송관계 고문서와 호적자료가 많으며, 순조∼고종 사이의 고문서가 많다. 이 문서들 가운데 유형문화재로 지정된 것은 7종 57점으로, 공신에 오르면서 발급받은 「선무원종공신록권」 1점, 준호구 38점, 호적단자 12점, 소지 1점, 재산분배문서인 분재기 3점, 별급명문 1점 등이 있으며, 사료적 가치가 높은 유물로 평가된다.

## 참고 자료
- 이신의종가소장고문서 - 국가유산청 국가유산포털